# Julia Golubtjikova
Julia Aleksejevna Golubtjikova (ryska: Юлия Алексеевна Голубчикова), född den 27 mars 1983 i Moskva är en rysk friidrottare som tävlar i stavhopp.
Golubtjikovas genombrott kom när hon blev silvermedaljör vid VM för juniorer 2002. Därefter dröjde det innan hon slog igenom som senior. Vid inomhus-EM 2007 slutade hon tvåa efter landsmannen Svetlana Feofanova med ett hopp på 4,71. 
Hon var även finalist vid VM i Osaka 2007 och slutade då på en sjätte plats efter att ha klarat 4,65. Vid Olympiska sommarspelen 2008 hoppade hon 4,75 vilket räckte till en fjärde plats.
Vid inomhus-EM 2009 blev hon guldmedaljör efter att ha klarat 4,75.